# 雪柳属
雪柳属（学名：Fontanesia）是木犀科下的一个属，为落叶灌木植物。该属曾被視為共有2种，現分為一種兩亞種；分布于西西里和西亚和東亞。